# Ступки-Голубовские
Ступки-Голубовские — ботанический памятник природы местного значения. Находится на территории Ивановского сельского совета Бахмутского района Донецкой области около села Ивановское. Под памятник природы выделено 31,33 га из земель запаса Ивановского сельского совета Бахмутского района Донецкой области.
Решение о присвоении статуса памятника природы было принято на 29 сессии Донецкого областного совета 1 июля 2010 года по ходатайству Красненского сельского совета Артёмовского района Донецкой области и научному обоснованию, подготовленному сотрудниками Донецкого ботанического сада НАН Украины.
Природоохранный статус был присвоен для сохранения и воспроизведения в естественном состоянии природных комплексов и отдельных компонентов разнотравно-ковыльных и петрофитных степей.
На территории памятника природы растут уникальные виды намеловой растительности. Эндемические виды, произрастающие здесь выявлены на южных границах их распространения. Большое количество видов занесено в Красную книгу Украины.
Название «Ступки-Голубовские» связано с хутором Ступки и основавшими его в XVII веке тремя братьями по прозвищу «Ступки». Хутор в дальнейшем стал селом Ивановское.